# 天主教维尔茨堡教区
天主教維爾茨堡教區（拉丁語：Dioecesis Herbipolensis）是德國維爾茨堡一個羅馬天主教教區，教座位於維爾茨堡。屬班貝格總教區。

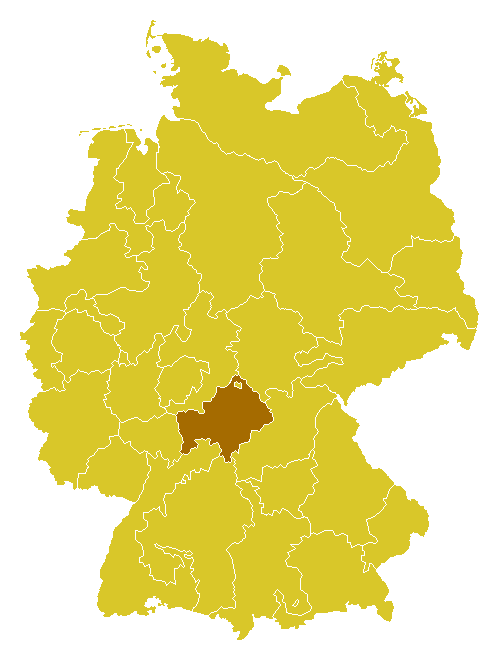
維爾茨堡教區管轄範圍圖

教區位於巴伐利亞州西北部。2010年有教友826,504人，佔轄區總人口62.0%。教區下轄619個堂區，有547名司鐸、88名執事、365名修士、839名修女。現任教區主教為弗里德海姆·霍夫曼。
教區成立於743年，1168年主教成為采邑主教。1803年被併入巴伐利亞選侯國。1821年一個沒有世俗權力的教區重新成立。